# کلزا

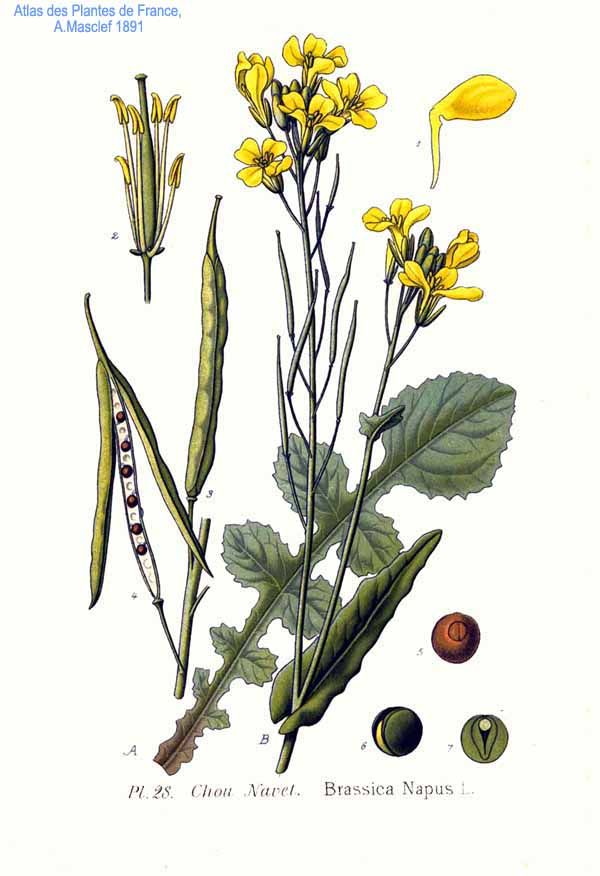
گیاه کلزا.

کلزا (به انگلیسی: Rapeseed) با نام علمی Brassica napus، یکی از گیاهان دانه‌روغنی مهم در مناطق معتدل بوده و دارای طیف نسبتاً وسیعی از سازگاری اقلیمی است.

## گل کلزا
گل کلزا دارای ۲۵ تا ۵۵ درصد روغن، ۱۸ تا ۲۴ درصد پروتئین و ۱۲ تا ۲۰ درصد پوست است. رقم اصلاح شده کلزا، که امروزه کانولا خوانده می‌شود، از مقدار کمتری اروسیک اسید و گلوکوزینولات برخوردار است و به علت محتوای کمتر مواد ضد تغذیه‌ای، برای مصرف انسان و تک معده‌ای‌ها نسبت به رقم غیر اصلاح شده یا همان کلزا، مناسب‌تر است.

## روغن کلزا

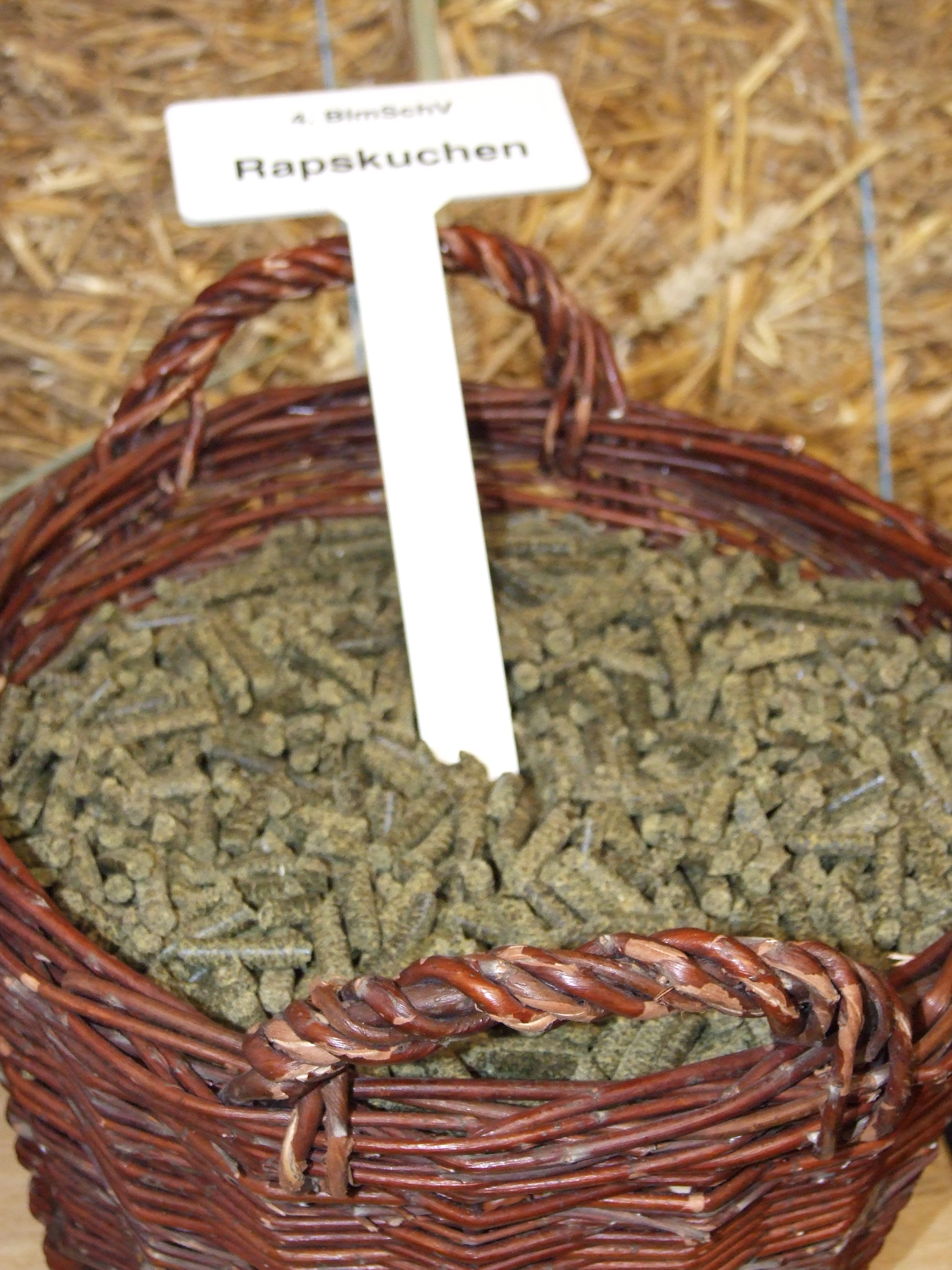
کلزا خشک شده

روغن کلزا به علت اینکه دارای اسیدهای چرب اشباع نشده و فاقد کلسترول است از کیفیت تغذیه‌ای بالایی برخوردار می‌باشد. بین ارقام روغن کلزا و در شرایط مختلف تنوع زیادی در ترکیب اسیدهای چرب آن مشاهده می‌شود. برخی از انواع کلزا که در گروه کانولا قرار دارند دارای کمتر از ۳۰ میکرومول گلوکوزینولات در هر گرم کنجاله بوده و روغن دانه آن‌ها دارای مقدار زیادی اسیدهای چرب غیر اشباع و حدود ۲ درصد یا کمتر اسید اروسیک می‌باشند و روغن آن‌ها به صورت خوراکی مصرف می‌شود.

## تاریخچه
به علت میزان روغن موجود در دانه‌های گیاه کلزا، این گیاه برای سده‌های پی در پی کشت می‌شود. محل رویش این گیاه در ابتدا در کرانهٔ شرقی دریای مدیترانه بوده‌است گرچه استفاده از آن سابقه‌ای بسیار طولانی دارد. شواهدی موجود است که این گیاه و روغن آن، در ۲۰۰۰ سال پیش از میلاد مسیح در هند استفاده می‌شده‌است. در اروپای میانه این گیاه از قرن چهاردهم کشت می‌شود. از قرن هفدهم میلادی تا کنون، این گیاه در مقیاس‌های بزرگ در قاره اروپا کشت می‌شود.

## کشت کلزا
کمبود عناصر کم مصرف در داخل خاک عملکرد عناصر پر مصرف را تحت تأثیر قرار می‌دهد و موجب کاهش عملکرد گیاهان می‌گردد. در کلزا، بیشترین نیاز به مواد غذایی از شروع رشد گیاه در بهار تا زمان گل‌دهی است.
بعضی عناصر غذایی کم مصرف همانند روی و آهن برای رشد گیاه ضروری هستند و در فرآیندهای فیزیولوژیکی مانند فتوسنتز، تولید هورمون‌های رشد و تشکیل کلروفیل گیاهی دخالت دارند و کمبود آن‌ها می‌تواند موجب عدم توازن عناصر غذایی در گیاه و نهایتاً کاهش کمیت و کیفیت محصول شود. در شرایطی که خاک زراعی دارای کمبود عناصر ریز مغذی بوده و سطح خاک خشک باشد، باید از محلول‌پاشی برگی این عناصر در گیاه کلزا در اوایل دوران رشد رویشی گیاه استفاده کرد که سبب افزایش عملکرد دانه و درصد روغن می‌شود. روی باعث افزایش تعداد خورجین در بوته، عملکرد دانه و درصد روغن می‌گردد.
محلول پاشی توأمان سولفات روی و بوریک اسید موجب افزایش غلظت این دو عنصر در دانه کلزا گردید که از نظر غنی‌سازی کلزا حائز اهمیت است. با عنایت به نقش مثبت بور در افزایش عملکرد دانه و نقش مثبت مصرف توأمان روی و بور در افزایش کیفیت دانه کلزا و هم چنین بالاتر بودن سطح عملکرد دانه در رقم S.L.M046، استفاده از این رقم و محلول پاشی توأمان بوریک اسید و سولفات روی با غلظت‌های به ترتیب دو در هزار و سه در هزار در مراحل ابتدای ساقه رفتن و ابتدای گلدهی (تیمار Zn1B1) در مناطق با آب و هوای مشابه و خاک مشابه با محل اجرای طرح توصیه می‌گردد.
آهن نیز یکی دیگر از عناصر ضروری برای رشد گیاهان است که در شرایط کمبود آن، تعداد رنگدانه‌های فتوسنتزکننده و مقدار کلروفیل برگ‌ها کاهش می‌یابد در این صورت کاهش وزن هزار دانه را شاهد خواهیم بود. با افزایش PH غلظت آهن در ریشه افزایش یافته ولی برگ‌ها زردی کمبود آهن را نشان می‌دهند و به این نتیجه رسیدند که نیترات‌ها در خاک‌های آهکی باعث عدم جذب آهن و مس می‌گردند. اهمیت وجود روی در مناطق مریستمی به علت کارایی آن در تولید هورمون اکسین در کلزا باعث افزایش شاخه بندی می‌شود.
به دلیل PH قلیایی خاک‌ها مصرف خاکی روی، باعث می‌گردد که روی با مواد آلی خاک ترکیب شده و مجموعه‌هایی از روی را تشکیل دهد که ممکن است برخی از آن‌ها غیرقابل انحلال باشند. (سالار دینی و همکاران ۱۳۶۷) گیاه کلزا نیاز نسبتاً زیادی به نیتروژن دارد، ولی عکس‌العمل آن به کود بستگی به شرایط محیطی از جمله شرایط آب و هوایی منطقه، نوع خاک، رطوبت خاک و هم‌چنین ژنوتیپ دارد. عملکرد مطلوب کلزا در شرایط مصرف ۲۰۰ کیلوگرم نیتروژن در هکتار حاصل شده‌است. مصرف سولفات آمونیوم به همراه اوره به دلیل حلال بودن آن در آب از طریق ریختن آن بر روی برگ‌ها تا قبل از گل‌دهی بسیار مناسب است
سولفات آمونیوم برای تأمین گوگرد مورد نیاز کلزا که یکی از عناصر مؤثر در عملکرد کلزا است می‌تواند مورد استفاده قرار گیرد. کمبود آب می‌تواند اثری سوء بر عملکرد کلزا بگذارد، ولی این اثر به ژنوتیپ و مرحله نمو گیاه بستگی دارد. اعمال تنش خشکی در مراحل مختلف فنولوژیکی گیاه کلزا اثرات متفاوتی در میزان روغن و پروتئین آن دارد و برخورد مرحله تنش خشکی با مرحله زایشی گیاه موجب کاهش عملکرد می‌گردد. در یک محیط پرباران، آبیاری کلزا، تعداد غلاف را در اثر طولانی کردن دوره گل‌دهی و تعداد دانه در غلاف را در اثر ایجاد سطح برگ بالاتر در زمان گل‌دهی افزایش می‌دهد که حساس‌ترین زمان برای آبیاری کلزا، مرحله گل‌دهی و اوایل غلاف بندی می‌باشد.

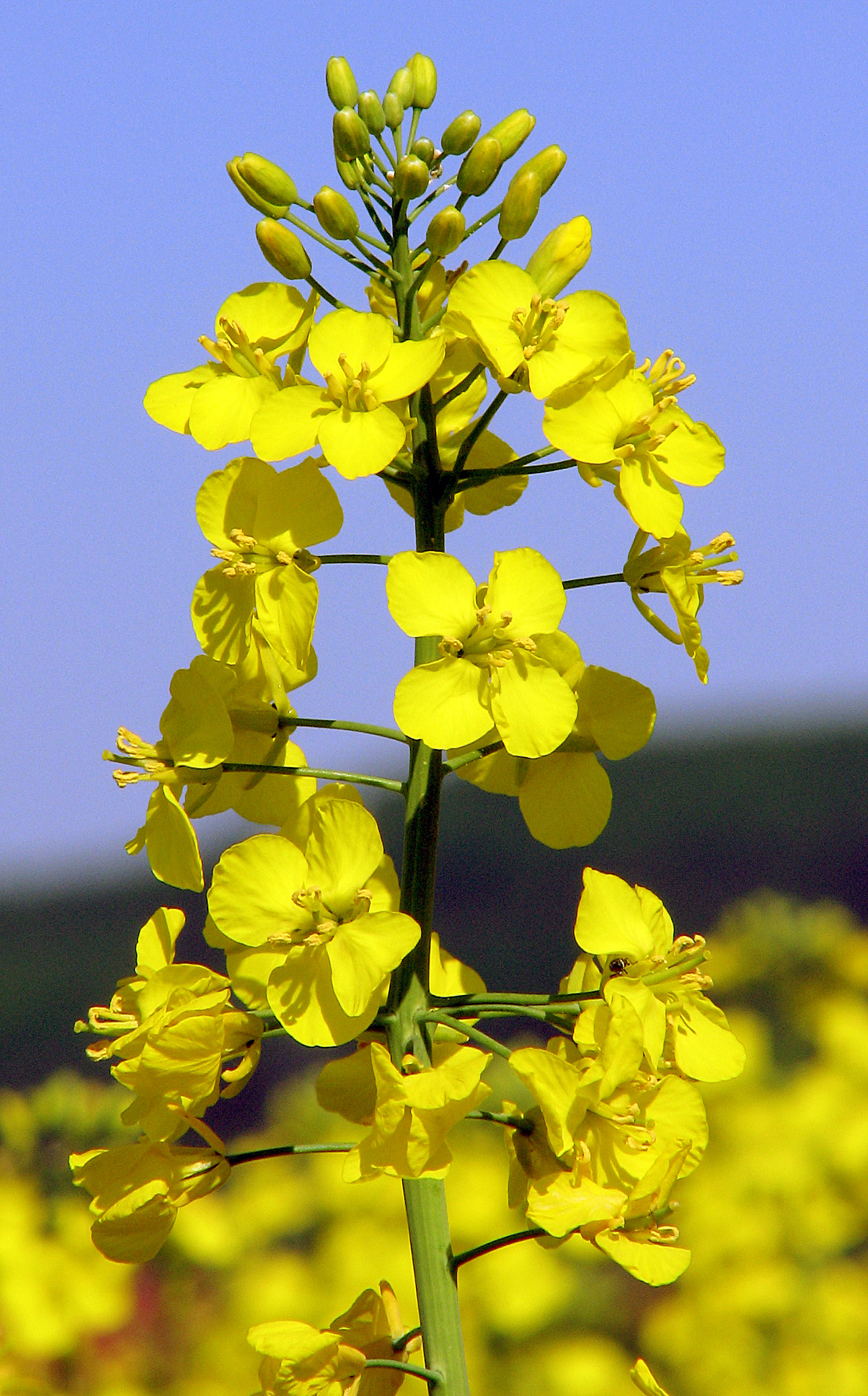
گل کلزا
کشتزار کلزا در مایان تبریز، ایران
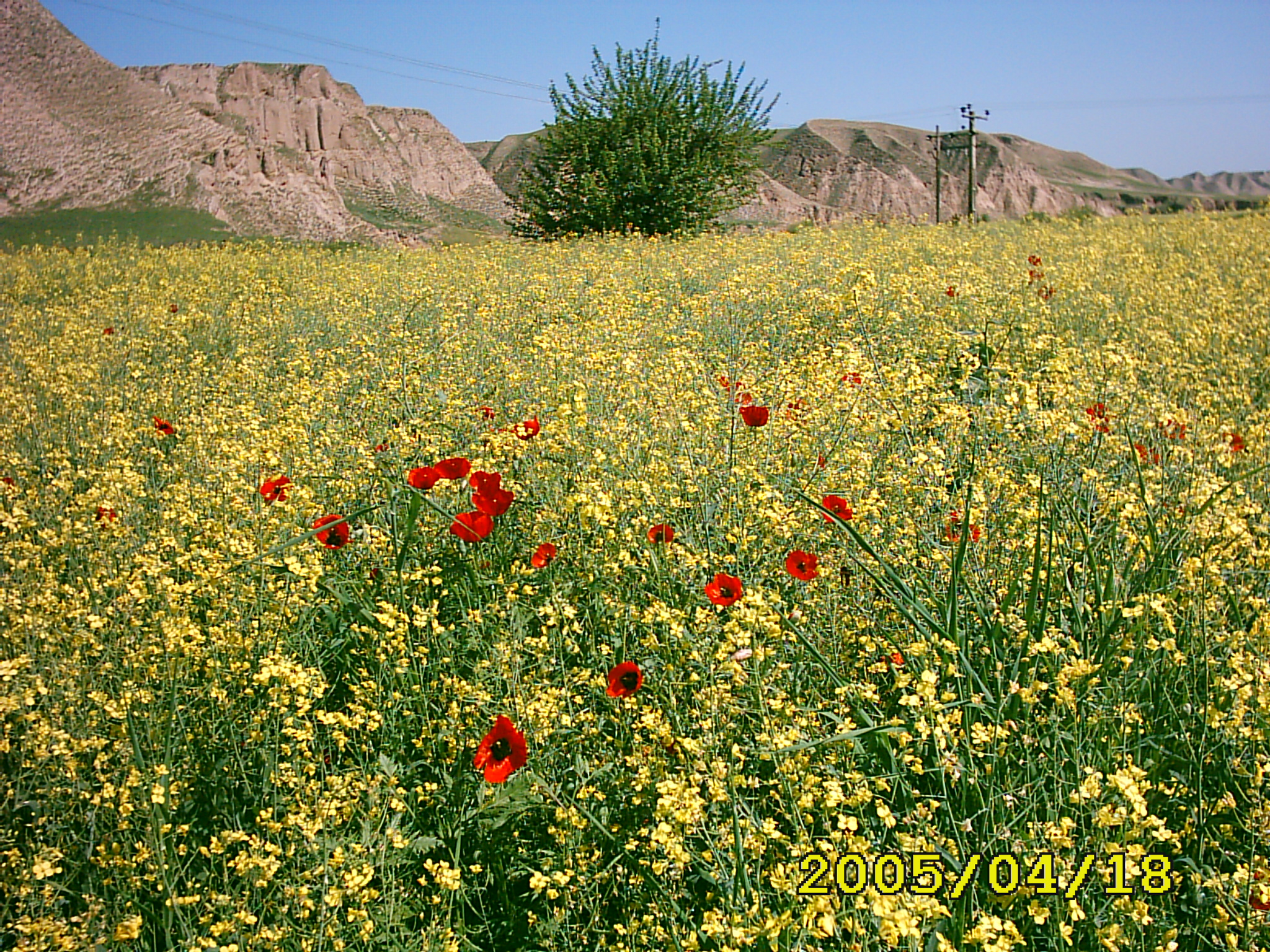
کشتزار کلزا در کلاله، ایران
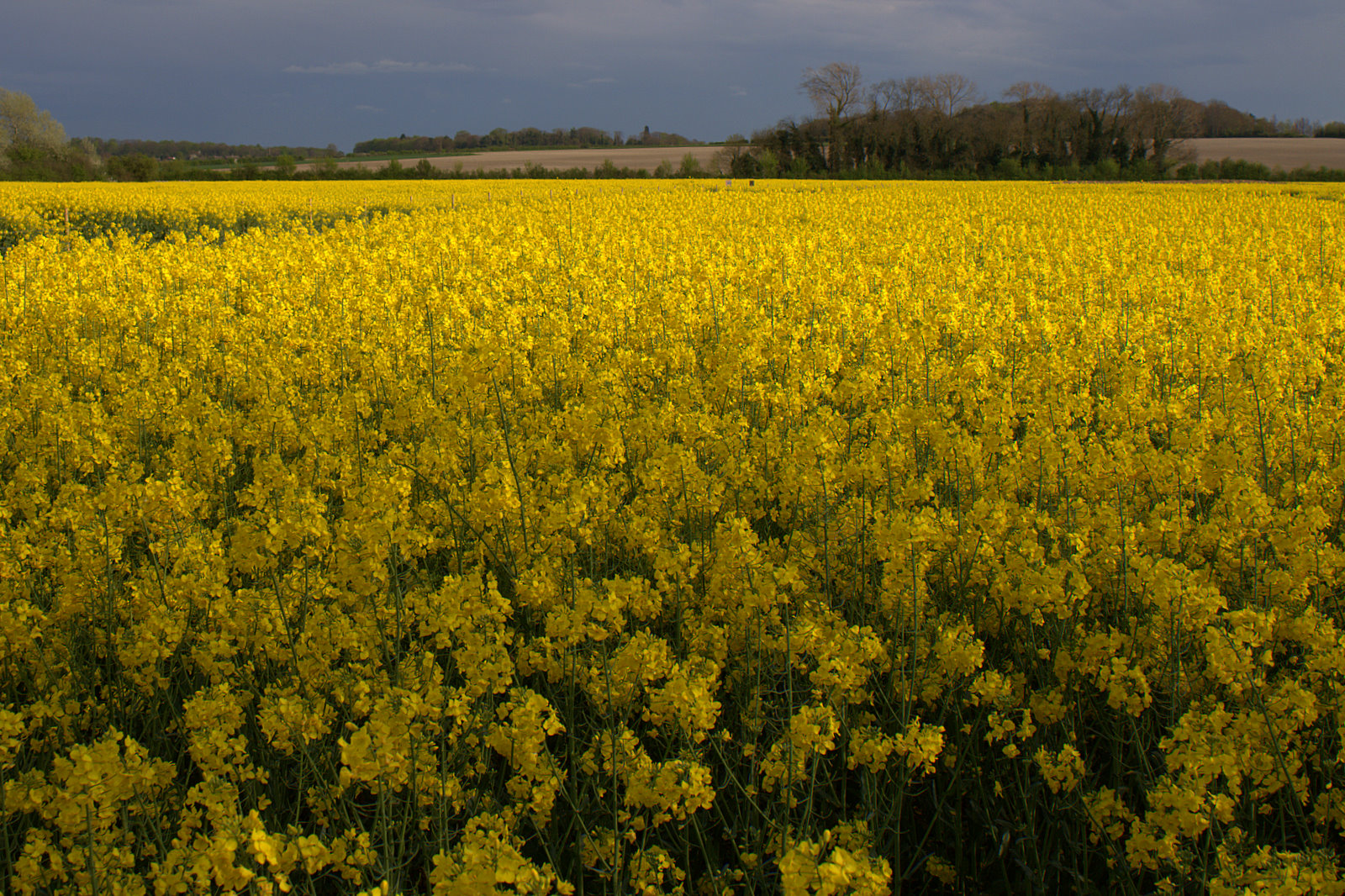
کشتزار کلزا در جنوب کمبریج، انگلستان
برداشت کلزا در مایان تبریز، ایران

## ویژگی‌های زراعی کلزا
ویژگی‌های خاص گیاه کلزا و سازگاری آن با شرایط آب‌وهوایی اکثر نقاط کشور باعث شده‌است که توسعهٔ کشت این گیاه به‌عنوان نقطهٔ امیدی جهت تأمین روغن خام مورد نیاز کشور و رهایی از واردات به‌شمار رود. از جمله ویژگی‌های زراعی این گیاه می‌توان به موارد زیر اشاره کرد:
- کلزا دارای دو تیپ بهاره و پاییزه است بنابراین امکان کشت آن در شرایط متفاوت اقلیمی وجود دارد.
- فصل رشد کلزا با سایر دانه‌های روغنی از جمله پنبه، سویا و آفتابگردان متفاوت بوده، در زمانی که ظرفیت واحدهای روغن‌کشی خالی است این دانه برداشت می‌شود.
- کشت پاییزهٔ کلزا در تناوب زراعی با غلات به‌ویژه گندم موجب غنا بخشیدن به تناوب‌های زراعی می‌گردد.
- در کشت پاییزه نیاز به آبیاری کم و امکان استفاده از نزولات آسمانی زمستانه و بهاره وجود دارد.
- کشت کلزای پاییزه به‌دلیل تولید گل‌های زردرنگ بسیار جذاب برای زنبور عسل در مواقعی که هیچ گلی در منطقه نیست، سبب توسعهٔ زنبورداری می‌شود.
- تولید مقدار قابل‌توجه در زمان کمبود علوفه می‌تواند در تأمین خوراک دام‌ها نقش مؤثری داشته‌باشد.
- کنجالهٔ حاصل از ارقام اصلاح‌شدهٔ کلزا به‌آسانی جایگزین کنجالهٔ سویا گردیده، مشکلات نگهداری کنجاله نیز با توزیع در طول سال حل می‌گردد.

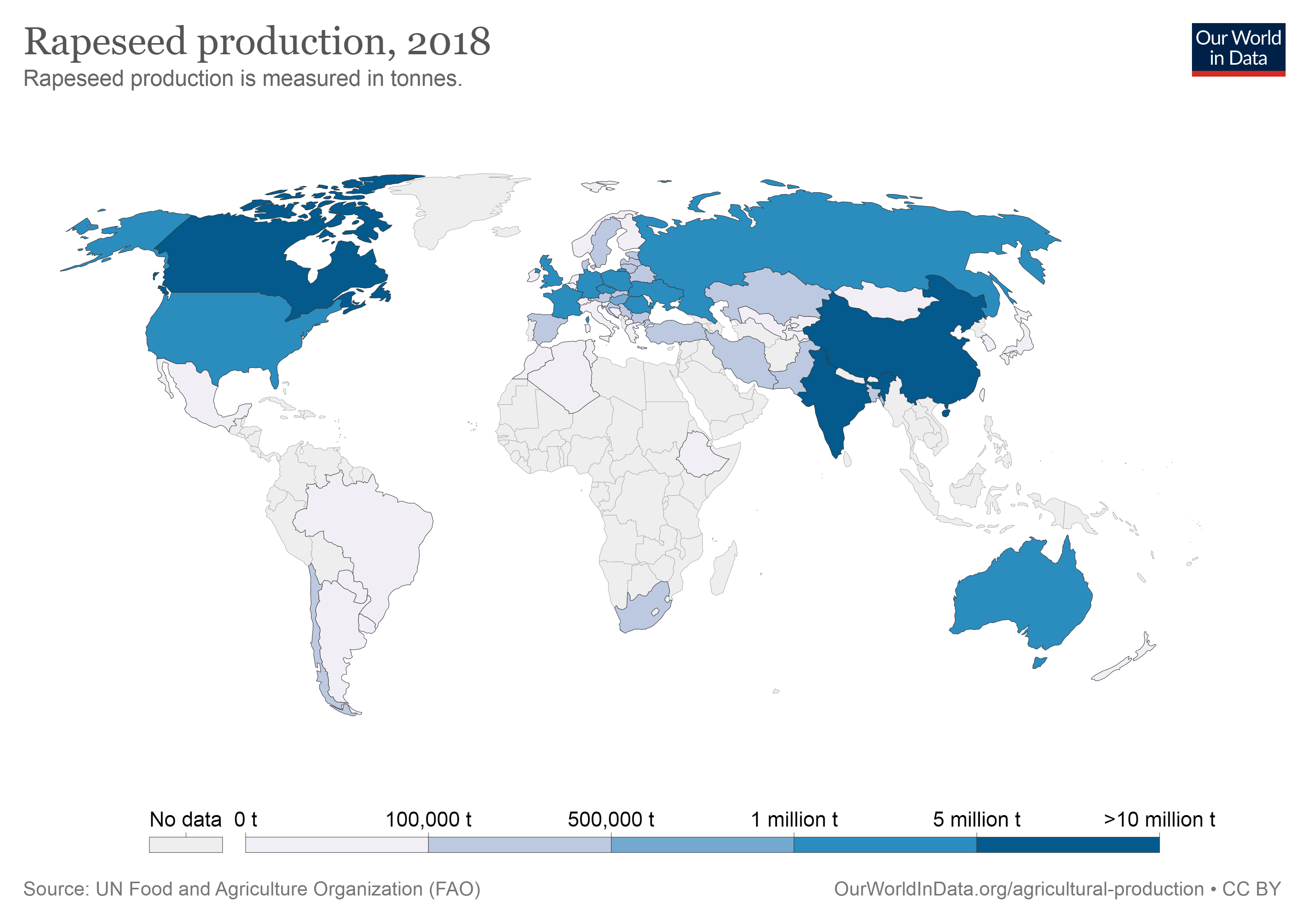
نقشه جهانی تولید کلزا بر حسب تن در سال ۲۰۱۸.

## آفات و بیماریهای کلزا
کلزا نیز مانند سایر گیاهان دیگر مورد حمله، خسارت آفات و بیماری‌های مختلفی قرار می‌گیرد که شدت و ضعف آن‌ها در مناطق مختلف متفاوت است.